# A.A.A. Massaggiatrice bella presenza offresi...
A.A.A. Massaggiatrice bella presenza offresi. è un film giallo del 1972 diretto da Demofilo Fidani, che vede come protagonisti Paola Senatore ed Ettore Manni. È l'ultimo film interpretato da Yvonne Sanson.

## Trama
La giovane Cristina abbandona i genitori lamentando una sempre più forte necessità di libertà e manifestando la volontà di rendersi indipendente economicamente. Il padre risente molto dell'allontanamento della figlia, ma la madre della ragazza convince il marito sul fatto che per una giovane donna la necessità di sentirsi liberi ed affermati è importante. I genitori della ragazza non conoscono, però, le vere intenzioni di Cristina.
La giovane, infatti, raggiunta l'abitazione della sua migliore amica inizia a prostituirsi per mezzo di annunci sui giornali locali. Ben presto le due ragazze si arricchiscono ma, inevitabilmente, finiscono col contornarsi di personaggi equivoci e loschi. A un certo punto tutti i clienti di Cristina cominciano ad essere assassinati da un misterioso individuo nero vestito che per uccidere usa un affilato rasoio. Non sarà facile identificare l'omicida.

## Produzione
Il brano musicale del film, Circus mind è eseguito dal complesso Mack Sigis Porter Ensemble. Gli interni del film vennero girati negli studi S.A.F.A. Palatino di Roma. Il visto di censura fu il 60.334 del 9 maggio 1972 ed ebbe la prima proiezione italiana il 28 luglio 1972. In Francia è stato proiettato il 13 dicembre 1973 col titolo Caresses à domicile.